# Burg Dill

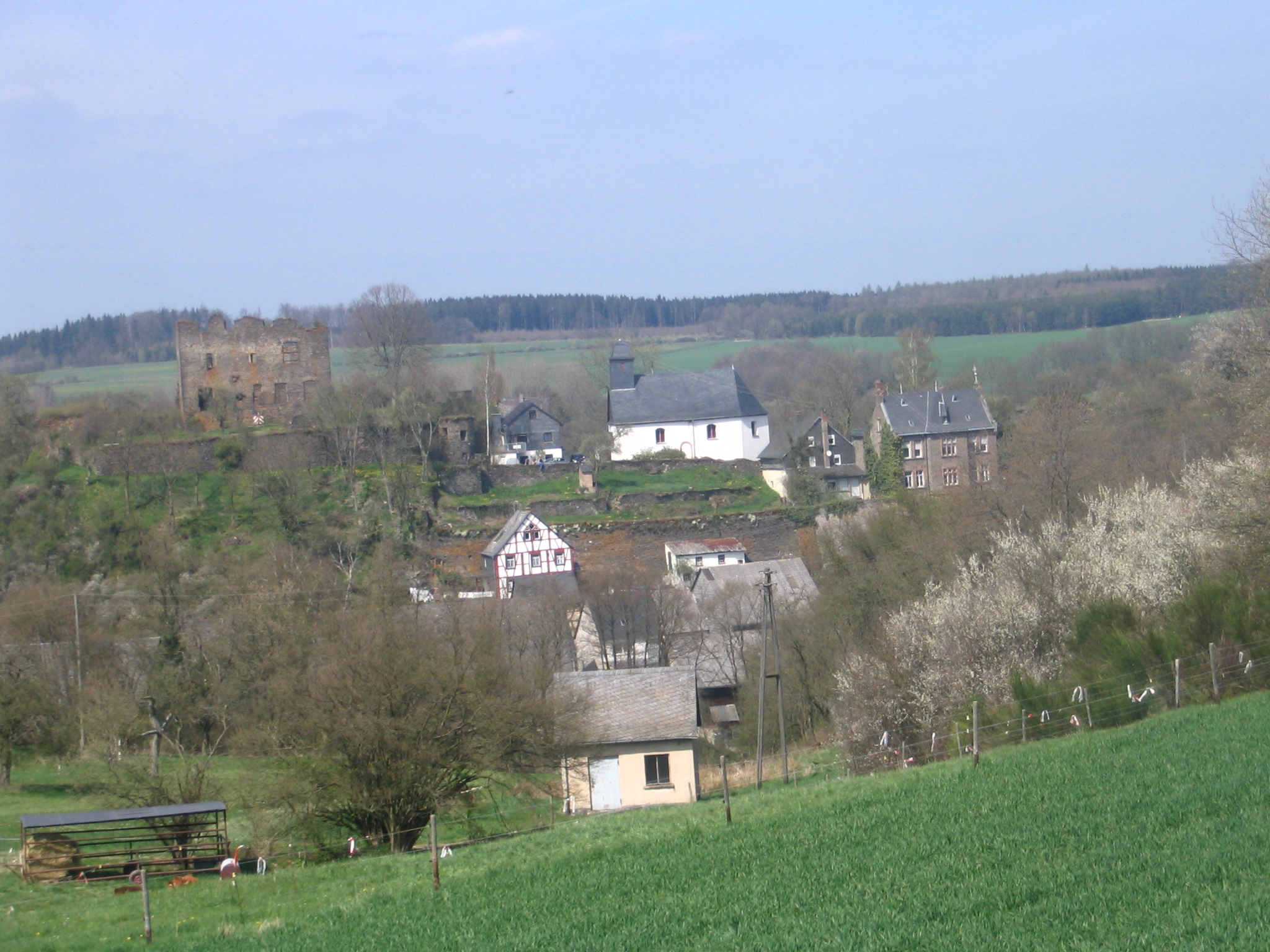
Die Burg über Dill

Die Burg Dill ist die Ruine einer Spornburg auf einem Bergsporn über dem Dillerbach in der Gemeinde Dill im Rhein-Hunsrück-Kreis in Rheinland-Pfalz.

## Geschichte
Vermutlich wurde die Burg im 11. Jahrhundert auf den Resten einer römischen oder keltischen Vorgängeranlage erbaut. Gründer der Landesburg war vermutlich Adalbert von Dill Graf von Mörsberg (Grafschaft Sponheim).
Gemäß einem Vertrag aus dem Jahr 1130 zwischen Meginhard von Sponheim und seiner Ehefrau Mechthild von Mörsberg einerseits und dem Mainzer Erzbischof Adalbert I. von Saarbrücken andererseits war mit dem rechtmäßigen Besitz der Burg Dill die Schirmvogtei über das Augustiner-Chorherrenstift Pfaffen-Schwabenheim verbunden.
Im Pfälzischen Erbfolgekrieg wurde Burg Dill 1697 von einer französischen Armee unter Mestre de camp Melac zerstört, wobei der Ort selbst verschont wurde.
1966 bis 1967 und 1970 fanden Instandsetzungsarbeiten an der Burgruine statt.

## Beschreibung
Am höchsten Punkt der Burganlage im Norden befindet sich die Kernburg oberhalb der Vorburg. Von dem 19 Meter hohen rechteckigen, viergeschossigen Wohnbau, mit einer Kantenlänge von 18 mal 12 Meter sind noch drei Seitenwände vorhanden, die Ostwand fehlt. An der Außenseite der Nordwand befindet sich ein Aborterker. Teile der tonnenförmigen Kellergewölbe sind ebenfalls noch zugänglich. Im Westen der Kernburg sind Reste der Ringmauer erschlossen.
Sie weisen eine Mauerung in einem Fischgrätmuster auf.
Auf der Fläche der östlich gelegenen Niederburg stehen die an der Stelle der ehemaligen Burgkapelle errichtete evangelische Kirche, ein als Ferienhaus ausgebautes Brunnenhaus sowie ein neuzeitliches Wohnhaus.
Von der westlich und südlich gelegenen Vorburg sind nur noch Reste der Grund- und Umfassungsmauern vorhanden, die Fläche wird teilweise als Garten genutzt.
Die Burg war lange Zeit in Privatbesitz. 2020 hat die Ortsgemeinde die Anlage erworben.